# Галицька битва
Га́лицька би́тва — одна з найбільших битв Першої світової війни, стратегічна наступальна операція, проведена 5 (18) серпня — 8 (21) вересня 1914 у ході Першої світової війни військами російського Південно-Західного фронту (командувач фронту — генерал Микола Іванов). Метою Галицької битви був розгром австро-угорських військ і оволодіння Галичиною. На фронті від Вісли до Румунії (понад 400 км) російським військам 3-ї, 4-ї, 5-ї, 8-ї, 9-ї армії в складі Південно-Західного фронту (70 дивізій) протистояли 2, 3 і 4-та австро-угорські армії (56 дивізій, ерцгерцог Фрідріх, фельдмаршал Гетцендорф), а також німецька група генерала Р. Войрша.
Спочатку на правому фланзі, у районі дій 4-ї і 5-ї армій (російські війська північного крила фронту), склалася несприятлива для російських військ ситуація. Під натиском австрійської армії вони зазнали поразки і стали відходити від міст Красника і Томашева (нині обидва — Польща) на північ до Любліна.
Водночас головні сили — лівофлангові армії: 3-тя під командуванням генерала Рузського (з району Дубна) і 8-ма під командуванням генерала Брусилова (з району Проскурова) — здійснили Галицько-Львівську операцію. На притоках Дністра — річках Золота Липа (13—15 серпня) і Гнила Липа (16—18 серпня), що поблизу міст Золочів і Перемишляни (нині обидва — Львівська область) опір австрійських військ був подоланий: розгромили армію генерала Р. фон Брудермана і, розвиваючи успіх, завдали поразки військам генерала Е. фон Бем-Ермолі, — вони стали відступати.
Комендант російської армії на фронті Гнилої Липи генерал Іванов зорієнтувався в дійсному становищі доволі пізно і тільки 17 серпня дав наказ своїм військам наздоганяти розбиті австрійські дивізії. Наступ відбувся великими силами: даремно пробував стримати російські полки 12-й австрійський корпус. Знову, як і над Гнилою Липою, розчарували угорські вояки. 19 серпня в одній угорській бригаді піді Львовом вибухнула серед гонведів така паніка, що цілий корпус мусив кинути фронт, подавшись услід за угорцями, які ганебно покинули свій бойовий пост. З історії Українських січових стрільців відомо, що тими днями паніки у Львові, коли вулицями міста втікали пішки, на возах та кінно угорці, проти росіян вирушили частини стрільців. Хоч погано озброєні, вони не злякалися і точно виконали наказ.
21 серпня російські війська зайняли Львів, а 22 серпня — Галич.
У результаті цієї битви російські війська оволоділи Східною Галичиною, Північною Буковиною, з яких утворено генерал-губернаторство на чолі з Г. Бобринським, та вийшли до карпатських перевалів. Там розгорілися тяжкі бої. Росіяни вступили до Львова, Чернівців.
Під час битви австро-угорські війська втратили 400 тисяч осіб, з яких 100 тисяч були полонені. Тільки завдяки терміновій допомозі з боку Німецької імперії і перекиданню військ з інших фронтів Австро-Угорська імперія уникнула остаточного розгрому. Втрати російської армії — 277 тис. вбитими і полоненими.
Завоювання Галичини характеризувалося росіянами як завершення «справи великого князя Івана Калити». Російська адміністрація відразу розгорнула наступ на українські інституції, зокрема УГКЦ, здійснювала масові депортації місцевого населення до Росії.

## Детальний опис битви

### Підготовчі бої
2 серпня 1914 штаб Південно-Західного фронту віддав своїм арміям директиву про перехід 10-го серпня в рішучий наступ. 4-та армія від Любліна націлювалась на Перемишль, маючи завданням відрізати від Кракова австро-угорські армії; 5-та армія, сприяючи в цьому 4-й, виводилася з південної Холмщини на лінію Мостиська — Львів. Головні ж сили фронту — 3-тя і 8-ма армії кидалися на Львів (3-тя — по фронту Куликів — Миколаїв; 8-ма — по фронту Ходорів — Галич, перешкоджаючи противнику відійти за Дністер).
Росіяни зуміли розгорнути свою 8-му армію непомітно для противника. А 6 серпня 3-тя армія перейшла кордон. Генерал Рузський відразу ж стиснув свій фронт зі 120 верст до 75, вирішивши діяти одними лобовими ударами, не вдаючись до флангових маневрів. Ця стратегія ще більш віддаляла 3-тю армію від 5-ї. 8 серпня перейшли Збруч і корпуси 8-ї армії. Генерал Брусилов виділив зі складу свого XII корпусу Задністровський загін, що пішов з Бессарабії на Буковину, у складі Терської козацької дивізії та 2-ї бригади 12-ї піхотної дивізії, змінений потім 71-ю піхотною дивізією.
8 серпня 10-та кавалерійська дивізія графа Келлера розгромила 4-ту австро-угорську кавалерійську дивізію в кінному бою під Ярославиці. Поки 1-й Оренбурзький козацький полк рубав австрійську піхоту, 7 ескадронів новгородських драгунів і одеських уланів зійшлися фронтально з 8 австрійськими ескадронами. Результат бою повис на волосині, і граф Келлер кинув в атаку свій штаб і конвой, але підоспілі 2 ескадрони Інгерманландських гусарів з ротмістром Барбовічем вирішили справу ударом у фланг австрійським білим драгунам і захопленням всієї їх артилерії. У переслідуванні взяло участь ще 6 підоспілих ескадронів і сотень. Власне в кінному бою росіяни втратили 5 офіцерів і 110 нижніх чинів (здебільшого легко поранених), у австрійців вибуло до 350 убитими і пораненими важко і 400 полоненими і 8 гармат. Це найбільше кавалерійське зіткнення Світової війни. Але штаб 3-ї армії не зумів скористатися цим успіхом.
Поки армії Рузського і Брусилова зближувалися з 3-ю австро-угорською армією та групою Кьовеша, на півночі відбулися події виняткової важливості, відразу перемістивши туди центр ваги стратегії.

## Сили сторін
У Російській та Німецької імперій чітко усвідомлювали, що якщо німці перевершують російську армію в військово-технічному відношенні, то австрійці, безумовно поступаються. Тому у ряду російських воєначальників існував план покінчити з Австро-Угорщиною до того, як німці зможуть прийти їм на допомогу.

### Російська армія
- Південно-Західний фронт. Головнокомандувач генерал Н. І. Іванов. Начальник штабу генерал М. В. Алексєєв.
- 4-та армія. Командувач генерал А. Е. Зальца, з 26 серпня генерал А. Е. Еверт. Начальник штабу генерал А. Е. Гутор. 9½ піхотних і 4½ кінних дивізій, 152 батальйону, 155½ ескадрону і 582 знаряддя.
- 5-та армія. Командувач генерал П. А. Плеве. Начальник штабу армії генерал Е. К. Міллер. 11 піхотних і 5 кінних дивізій, 176 батальйонів, 158 ескадронів і 672 знаряддя.
- 3-тя армія. Командувач 3-й армією генерал Н. В. Рузський, з 1 (14) вересня генерал Радко-Дмитрієв. Начальник штабу армії генерал В. М. Драгомиров. 12 піхотних і 4 кінних дивізії, 192 батальйону, 140 ескадронів, 700 знарядь.
- 8-ма армія Командувач генерал А. А. Брусилов. Начальник штабу генерал П. Н. Ломновскій. 10 піхотних і 5 кінних дивізій, 160 батальйонів, 153¼ ескадрону, 516 знарядь.
- 9-та армія (сформована вже під час битви). Командувач генерал П. А. Лечицьке.

### Австро-угорська армія
Головнокомандувач армією і флотом ерцгерцог Фрідріх. Начальник штабу генерал Конрад фон Гетцендорф.
- Група генерала Г. Куммера. 2½ ландш. дивізії; 1 кавалерійська дивізія.
- 1-ша армія. Командувач Віктор Данкль. 9 піхотних дивізій; 4 ландш. бригади; 2 кавалерійських дивізії, 468 знарядь.
- 4-та армія. Командувач Ауффенберг. 9 піхотних дивізій; 2 кавалерійських дивізії, 438 знарядь.
- 3-тя армія. Командувач Брудерман. 12½ піхотних дивізій; 4 ландш. бригади; 4 кавалерійських дивізії, 644 знаряддя.
- 2-га армія (сформована вже під час битви на основі групи Кевесса і частин 2-ї армії, які прибувають із сербського фронту).

## Плани сторін
План дій російського Південно-Західного фронту ґрунтувався на інформації про плани розгортання австрійської армії за 1909—1912 роки, отриманої російською розвідкою. За ним, основні сили австрійців повинні були бути розташовані на схід від річки Сян в районі Львова. Російське командування мало намір здійснити грандіозний маневр з метою оточення основних сил австрійців, наступаючи чотирма арміями з двох сторін на Львів.
Але, розкривши витік стратегічно важливої інформації, австро-угорське Верховне командування змінило план 1912 року і перенесло розгортання на 100 км на захід від — і тепер уже австрійські війська нависали над північним флангом Південно-Західного фронту, оточуючи свого супротивника. На цьому фланзі австрійці випередили росіян в розгортанні, створивши значну перевагу в силах та засобах.
Австрійське командування передбачало головний удар завдати силами своїх 1-й і 4-ї армій між Віслою і Бугом в північному напрямку. 3-тя армія прикривала район Львова.

## Втрати сторін
За російськими даними, в ході битви австро-угорські війська втратили до 300 000 осіб убитими та пораненими, до 100 000 полоненими; 600 гармат (400 російських гармат стали трофеями). За опублікованими в 1923 році у Відні даними, втрати австро-угорських армій склали: 1-я армія близько 90 000 осіб, 2-я армія — близько 33 000 осіб, 3-я армія — близько 109 000 осіб, 4-а армія — близько 90 000 осіб. Втрати російських доходили до 230 000 осіб, з них 40 000 полонених, і 400 гармат (94 гармати стали трофеями австрійців).
Галицька битва (1914), коротко кажучи, показала всі жахи війни нового типу. Після обстрілів артилерії люди отримували такі каліцтва, з якими раніше не стикалися польові хірурги. Жахлива доля солдатів призвела до початку пропагандистської кампанії в Росії зі збору коштів на гуманітарну допомогу. По всій країні відкривалися лазарети, де доглядали за новими інвалідами і покаліченими. Трохи пізніше царська сім'я розпорядилася відкрити в Зимовому палаці спеціальну лікарню, куди потрапляли поранені фронтовики, в тому числі і з Південно-Західного фронту.

## Значення Галицької битви
Кровопролитна Галицька битва, підсумки якої стали зрозумілі вже після війни, показала повну нездатність австрійської армії до військових дій. Це пояснювалося технічною відсталістю, поганою інфраструктурою та неправильними розрахунками генерального штабу. Військо роз'їдають зсередини міжнаціональні суперечності. Справа у тому, що в армії перебували не лише австрійці і угорці, але й представники слов'янських народів. Це були чехи, словаки, хорвати. Багато з них були налаштовані критично до монархії Габсбургів, вважаючи свої рідні землі окупованими. Тому в австрійській армії були часті випадки дезертирства і переходу на бік Росії. Слов'яни сподівалися, що цар не тільки розіб'є Габсбургів, а й дарує свободу їх власним країнам.
Звичайно, така точка зору не була загальною. І серед чехів було багато роялістів, вірно боролися з Антантою до самого кінця. Крім того, Галицька битва, коротко кажучи, проходила в умовах, коли війна ще лише почалася, і економічна криза ще не встигла вдарити по добробуту країн, що воювали.

## Реакція Німеччини і Росії
Нездатність австрійців протистояти Росії призвела до того, що німцям довелося допомагати своєму південному сусідові. З Західного фронту, де війна набула позиційного характеру, Німеччина почала перекидати свої дивізії. Такі заходи стали регулярними і тривали до самого підписання миру з Радянським урядом.
У Росії намітилося патріотичне піднесення, чому в чималому ступені сприяла Галицька битва. Рік війни всі суспільні сили підтримували царську владу. Коли фронт зупинився, а в країні почалася економічна криза, жителі імперії кардинально змінили свою думку про всю кампанію.

## Історична пам'ять
Перший великий успіх російської імперської зброї в програній зрештою війні був свого часу надзвичайно популярним (статті в пресі, картини М. Самокиша, особливі нагороди для командувачів тощо). Згодом мажорна тональність змінилася мінорною — кращим пам'ятником загиблим став популярний романс невідомого автора «Брала русская бригада галицийские поля…». Дещо призабута сьогодні в Україні і навіть у Росії подія (у Росії помітна певна актуалізація пам'яті під гаслом боротьби з «галицьким українофільством»).